# MapleStory
 (août 2017).
Si vous disposez d'ouvrages ou d'articles de référence ou si vous connaissez des sites web de qualité traitant du thème abordé ici, merci de compléter l'article en donnant les références utiles à sa vérifiabilité et en les liant à la section « Notes et références ».
MapleStory, en coréen Meipeul Seutori, 메이플 스토리 (hangeul), est un jeu de rôle en ligne massivement multijoueur gratuit en défilement parallaxe développé par la société sud-coréenne Wizet, sorti en 2003.
Plusieurs versions du jeu sont disponibles pour des pays ou des régions spécifiques.

## Mécanismes de jeu
Dans le jeu, le joueur parcourt le « Maple World », battant des monstres et développant les compétences et les capacités de ses personnages. Chaque joueur peut interagir avec des personnages non joueurs ou avec les autres joueurs à l’aide de discussions en ligne, de la vente et l’achat d’objets, et de mini-jeux. Il est également possible de rejoindre un groupe de joueurs afin d’unir ses forces dans des situations particulièrement difficiles et attribuer des compétences de groupe[réf. nécessaire].
Il existe un système de mariage ainsi qu'un système de guildes et de famille, qui réunissent les joueurs et récompensent la collaboration.
Les développeurs organisent fréquemment des événements pour faire gagner des équipements inédits, à l'occasion d'une fête comme Halloween par exemple).

## Serveurs
MapleStory met à disposition plusieurs serveurs internationaux afin d'accueillir des joueurs situés en dehors de la Corée du Sud.
Tous les serveurs exigent que les joueurs jouent dans leurs propres régions où les tentatives d'entrer sur un autre serveur régional peuvent échouer car leurs adresses IP seront généralement bloquées par le serveur. Certains processus d'enregistrement de serveurs empêchent également les joueurs étrangers de créer un compte dans le jeu. De plus, en raison de contraintes physiques, les joueurs connaîtront une latence s'ils jouent sur des serveurs en dehors de leurs propres serveurs régionaux.
En 2016 ferment les serveurs européens. La communauté européenne a été redirigée sur Global MapleStory (GMS). Ainsi les serveurs européens ont deux serveurs, Luna et Reboot. Ces serveurs sont en outre divisés en « mondes » où existent différentes communautés et différentes économies. Le but de la saisie de plusieurs mondes différents est de détourner le trafic pour éviter la surpopulation sur un seul monde.

## Accueil
Auprès des critiques, MapleStory détient un score moyen de 17,9 sur 20, basé sur 38 notes.
Le jeu est un succès à sa sortie en Chine et en Corée, ce qui conduit à la création de produits dérivés tels que des clips musicaux, des bandes dessinées, des nouvelles, des figurines et, même une série animée comme Maplestory (série télévisée) (en).
Le succès du jeu a également donné naissance à plusieurs autres jeux vidéo, tels que Maplestory 2 (en), sortie le 7 juillet 2015 avec des graphiques 3D mis à jour dans un scénario similaire,, Maplestory DS (en), un jeu de Nintendo DS, basé sur MapleStory et propose une expérience solo (disponible en Corée du Sud), MapleStory M, un jeu mobile sorti pour iOS et Android, MapleStory iTrading Card Game, un jeu de cartes à collectionner, et Aventures Maplestory (en), une adaptation pour le format de jeu Facebook.